# Aeroplane (časopis)
Aeroplane (původně Aeroplane Monthly) je britský časopis věnovaný letectví, se zaměřením na leteckou historii a historické letouny. První číslo v ceně 30 pencí vyšlo v květnu 1973 u společnosti IPC Media ve spolupráci s časopisem Flight International. Jeho zakladatelem byl Richard T. Riding. Sídlem časopisu je Londýn.
Časopis se hlásí k dřívějšímu týdeníku vycházejícímu pod názvem The Aeroplane, založenému roku 1911.